# ヘコアユ

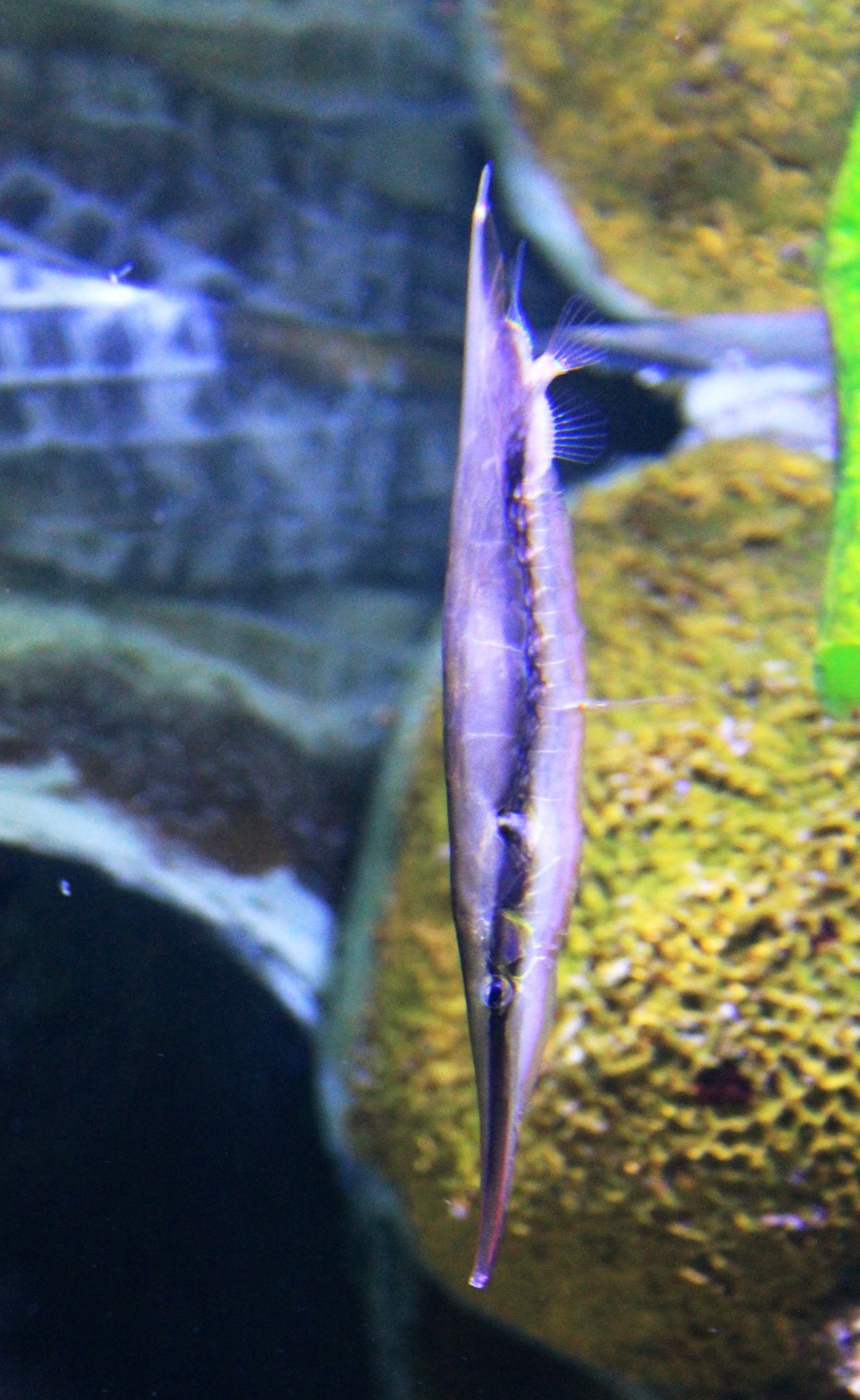
In Prague sea aquarium

ヘコアユ（兵児鮎、学名：Aeoliscus strigatus、英名Striped ShrimpfishまたはRazorfish）は、トゲウオ目ヨウジウオ亜目ヘコアユ科ヘコアユ属に属する魚。

## 概要
太平洋西部からインド洋にかけてのサンゴ礁などに生息し、日本では相模湾以南で見かけられる。頭を下に向けた独特の姿勢で泳ぐことで知られる。全長15cm前後。

## 体型
ヘコアユの体は細長く、かつ極度に側偏しており、腹部はきわめて薄い。体の表面には鱗はなく、代わりに背骨と繋がった甲板（こうばん）と呼ばれる鎧状の組織に覆われている。管状の吻の先端に小さな口があり、歯はない。体側面にはほぼ全身にわたり黒い縦帯が入る。
鰭の付き方は、体を縦にして泳ぐのに適応した独特のものとなっている。体の最後部にある棘は尾鰭ではなく背鰭の第1棘が長く伸びたものであり、背鰭の残りの部分や尾鰭・臀鰭は腹側へ移動している。これらの鰭は幼魚期には通常の魚と同じような位置にあり、成長に従って移動する。

## 生態
上記のとおり、ヘコアユは通常頭部を下に向け、体を縦にした状態で漂うように泳ぎ、動物プランクトンなどを食べて暮らしている。海藻の周りに群れていたり、特に小さな個体がガンガゼの棘の間に潜って共生しているのが見かけられ、側偏した体型と黒い縦帯模様によって海藻やウニの棘に擬態しているとされる。なお、敵に襲われた場合には普通の魚のように体を横にして高速で逃げることも出来る。

## 名称
和名には「アユ」と付くが、アユの仲間ではない。「ヘコ」は『逆さ』、「アユ」は『歩む』を意味し、その泳ぎ方から名づけられている。
英名のShrimpfishは鎧に覆われた姿がエビ（shrimp）に類似していることから、またRazorfishは薄く鋭い体をカミソリ（razor）の刃に見立てたものである。

## 人間との関わり
小さく肉が少ないため基本的に食用にはならない。一方、その独特な生態で人気が高く、フィッシュウォッチングの対象となったり、各地の水族館で飼育されたりするほか、個人が観賞魚として飼育することも多い。

## 近縁種
- ヘコアユ科：Centriscidae
  - ヘコアユ属：Aeoliscus
    - ヘコアユ：Aeoliscus strigatus
    - スペックルドシュリンプフィッシュ（Speckled shrimpfish）：Aeoliscus punctatus

  - ヨロイウオ属：Centriscus
    - ヨロイウオ：Centriscus scutatus
    - オオヨロイウオ（Smooth razorfish）：Centriscus cristatus